# I’m the Man (Album)

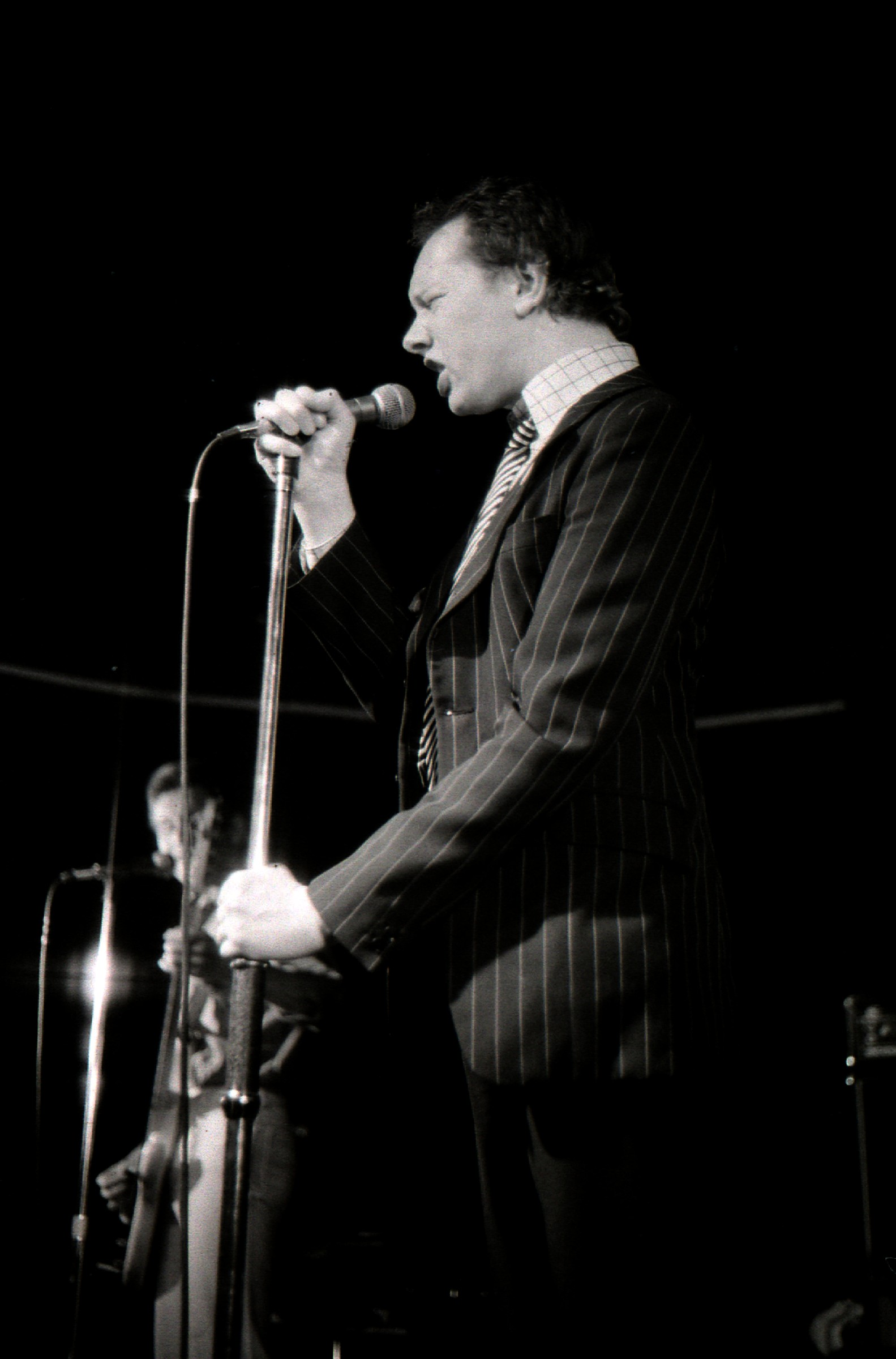
Joe Jackson (1979)

I’m the Man ist das zweite Album von Joe Jackson, das im Oktober 1979 veröffentlicht wurde, kurz nach Jacksons Debüt Look Sharp!.
Als Singles wurden I’m the Man und It’s Different for Girls veröffentlicht, letztere erreichte Platz fünf der britischen Single-Charts. 2001 wurde das Album mit einem Bonustrack, der Live-Version von Come On wiederveröffentlicht, das ursprünglich als B-Seite von Jacksons Single I’m the Man verwendet wurde.

## Hintergrund
Das Albumcover zeigt Jackson als Spiv (Kleinkriminellen). Er sagte dazu:
„Ich dachte, da die Leute immer versuchen, dich zu kategorisieren, werde ich eine eigene Kategorie erfinden. Das einzige Wort, das mein Aussehen beschrieb, war ein Spiv. Es ist ein dummes Bild, das ich für entsetzlich hielt.“
Das Album wurde schnell aufgenommen, um Jacksons Erfolg mit dem Debütalbum Look Sharp! fortzusetzen. Jackson: „Im Vergleich zum ersten Album denke ich, dass es etwas reifer ist. Es wird im Laufe der Zeit immer interessanter. Die Band ist stärker. Ich denke, die Band wird die Leute beim nächsten Mal in Erstaunen versetzen.“ Das Album wurde von Jackson als so beschrieben:
„Dies ist wirklich Teil zwei von Look Sharp! – es wurde weniger als ein Jahr später veröffentlicht. Ich weiß nicht, wie ich überhaupt die Zeit hatte, eine etwas reifere Platte zu schreiben und aufzunehmen, aber ich denke, es ist die beste der ersten drei.“
John Rzeznik von den Goo Goo Dolls nannte das Album eines der zehn Alben, die sein Leben verändert haben. Auch Carol Decker von T’Pau lobte das Album als einen ihrer Favoriten.

## Singles
Jackson wollte I’m the Man als erste Single auskoppeln und bekannte sich zu seiner Verwirrung, als es nicht gelang, damit in die Charts zu kommen. Das Plattenlabel entschied dann für It’s Different for Girls, das die UK Top Ten eroberte. Jackson: „Ich war erstaunt, als dies ein Hit wurde.“ Die dritte Single des Albums, Kinda Kute, erreichte in Kanada Platz 91.

## Titelliste
Alle Songs wurden von Joe Jackson geschrieben und arrangiert.
| 1.  | On Your Radio             | 4:01 |
| 2.  | Geraldine and John        | 3:14 |
| 3.  | Kinda Kute                | 3:33 |
| 4.  | It’s Different for Girls  | 3:43 |
| 5.  | I’m the Man               | 3:58 |
| 6.  | The Band Wore Blue Shirts | 5:07 |
| 7.  | Don’t Wanna Be Like That  | 3:41 |
| 8.  | Amateur Hour              | 4:05 |
| 9.  | Get That Girl             | 3:03 |
| 10. | Friday                    | 3:36 |

## Musiker
- Joe Jackson – Gesang, Klavier, Mundharmonika, Melodica
- Graham Maby – Bass, Gesang
- Gary Sanford – Gitarre
- David Houghton – Schlagzeug, Gesang